# Orestes Pereyra
General Orestes Pereyra Cornejo fue un militar mexicano que participó en la Revolución mexicana.

## Maderismo
Nació en El Oro, Durango, el 28 de enero de 1861, siendo hijo de Gabriel Pereyra y de María de Jesús Cornejo. De poca instrucción, tuvo el oficio de hojalatero. Perteneció al Partido Nacional Antirreeleccionista, y en noviembre de 1910 se levantó en armas en unión de otros trabajadores de su lugar natal. En Gómez Palacio se integró a las tropas de Jesús Agustín Castro; con ellas ocupó Durango en mayo de 1911. Al triunfo de Francisco I. Madero regresó a la vida privada, pero retornó a las armas en 1912, para combatir a la Rebelión orozquista; operó con el grado de coronel al frente del 22.º. Cuerpo Rural.

## División del Norte
En marzo de 1913 se sublevó en Velardeña y tomó Cuencamé, Durango, en unión de su padre, Orestes Pereyra, y de Calixto Contreras. Para junio de dicho año se unió temporalmente a Tomás Urbina y participó en el exitoso ataque a Durango encabezado por éste. Los Pereyra y Contreras habían aislado la plaza desde marzo. Su colaboración con Tomás Urbina los llevó al lado de Francisco Villa. Con éste, participó en la Toma de Torreón, ya con el grado de general brigadier; al frente de la Brigada de “Durango” tomó parte en las batallas de San Pedro de las Colonias, Paredón y Zacatecas. Participó en la Convención de Aguascalientes. Ante la escisión revolucionaria permaneció en las filas villistas. Fue gobernador convencionista de Coahuila y combatió a las fuerzas de Venustiano Carranza en Sonora y Sinaloa, al lado de Juan M. Banderas. Cayó prisionero y murió fusilado el 9 de noviembre de 1915 en El Fuerte, Sinaloa.
Contrajo matrimonio con Eloisa Miranda Sierra el 10 de septiembre de 1883. Tuvieron tres hijos: Orestes, Gabriel José y Virginia.